# Condado de Halifax (Carolina del Norte)
El condado de Halifax (en inglés: Halifax County, North Carolina), fundado en 1758, es uno de los 100 condados del estado estadounidense de Carolina del Norte. En el año 2000 tenía una población de 57 370 habitantes con densidad poblacional de 31 personas por km². La sede del condado es Halifax.

## Geografía
Según la Oficina del Censo, el condado tiene un área total de 1893 km² (730,9 mi²), de la cual 1878 km² (725,1 mi²) es tierra y 16 km² (6,2 mi²) es agua.

### Municipios
El condado se divide en doce municipios: Municipio de Brinkleyville, Municipio de Butterwood, Municipio de Conoconnara, Municipio de Enfield, Municipio de Faucett, Municipio de Halifax, Municipio de Littleton, Municipio de Palmyra, Municipio de Roanoke Rapids, Municipio de Roseneath, Municipio de Scotland Neck y Municipio de Weldon.

### Condados adyacentes
- Condado de Northampton norte-noreste
- Condado de Bertie este-sureste
- Condado de Martin sureste
- Condado de Edgecombe sur
- Condado de Nash suroeste
- Condado de Warren noroeste

## Demografía
En el 2000 la renta per cápita promedia del condado era de $26 459, y el ingreso promedio para una familia era de $33 515. El ingreso per cápita para el condado era de $13 810. En 2000 los hombres tenían un ingreso per cápita de $28 025 contra $20 524 para las mujeres. Alrededor del 26.10% de la población estaba bajo el umbral de pobreza nacional.

## Lugares

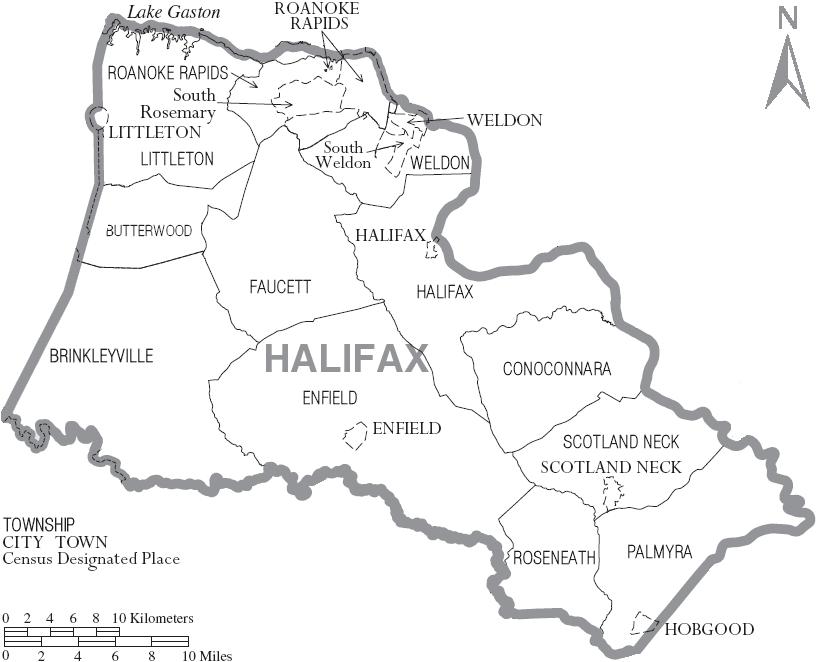
Mapa del Condado de Halifax en Carolina del Norte con sus municipios

### Ciudades y pueblos
- Aurelian Springs
- Brinkleyville
- Enfield
- Halifax
- Heathsville
- Hobgood
- Hollister
- Littleton
- Roanoke Rapids
- Scotland Neck
- South Rosemary
- South Weldon
- Weldon